# Gravitationele tijddilatatie
Gravitationele tijddilatatie is tijddilatatie (vertraging van de tijd) in een zwaartekrachtsveld. Het is een gevolg van de algemene relativiteitstheorie.

## Verklaring
Volgens de algemene relativiteitstheorie is zwaartekracht eigenlijk de kromming van de vierdimensionale ruimtetijd. Je zou dit in drie dimensies kunnen voorstellen als een bol die in een te kleine ruimte zit. De ruimte kromt om hem heen en alle punten komen dichter bij elkaar. Dat effect is het sterkst merkbaar dicht bij de bol. In deze voorstelling is het alleen de ruimte die kromt, maar in het echt is het de ruimtetijd die kromt. Dus ook de 'tijdpunten' komen dichter bij elkaar te liggen. Die punten definiëren de tijd-eenheden. Daardoor duurt het langer om een reis te maken naar zo'n voorwerp, en dus verloopt de tijd er trager.

## Versnelling van de tijd
De gewone tijd op het aardoppervlak is door de gravitationele tijddilatatie vertraagd ten opzichte van de coördinaattijd. In bijvoorbeeld een hoge aardbaan is deze vertraging minder, en wordt deze vermindering niet volledig gecompenseerd door de snelheidsgerelateerde tijddilatatie. Vergeleken met de gewone tijd op het aardoppervlak wordt de tijd daar dus versneld.

## Grootte
Als een voorwerp, dat geplaatst is in een (uniform) zwaartekrachtsveld met valversnelling g, h meter hoger staat dan een ander voorwerp, verloopt de tijd daar bij benadering een factor (1+gh/c2) sneller. Stilstaand op 300 km boven het aardoppervlak verloopt de tijd bijvoorbeeld 1 ms/jaar sneller dan op het aardoppervlak. Ver van de Aarde is het 20 ms/jaar sneller. In LEO (lage aardebaan) is de tijd 30 ms/jaar langzamer dan ver van de Aarde, dus 10 ms/jaar langzamer dan op Aarde; hier is het effect van de snelheid dus veel groter dan het tegengestelde effect van de in absolute waarde kleinere zwaartekrachtpotentiaal.